# Birsteinia
Birsteinia is een geslacht van borstelwormen uit de familie van de Siboglinidae.

## Soorten
- Birsteinia vitjasi Ivanov, 1952